# Ganaur
Ganaur é uma cidade   no distrito de Sonipat, no estado indiano de Haryana.

## Demografia
Segundo o censo de 2001, Ganaur tinha uma população de 29.005 habitantes. Os indivíduos do sexo masculino constituem 54% da população e os do sexo feminino 46%. Ganaur tem uma taxa de literacia de 68%, superior à média nacional de 59,5%: a literacia no sexo masculino é de 75% e no sexo feminino é de 59%. Em Ganaur, 15% da população está abaixo dos 6 anos de idade.